# Etowah (Oklahoma)
Etowah – miasto w Stanach Zjednoczonych, w stanie Oklahoma, w hrabstwie Cleveland.